# Філик Андрій Вікторович
Андрій Вікторович Філик (14 червня 2003, с. Великий Кунинець, Україна — 18 березня 2022, м. Миколаїв, Україна) — український військовик, солдат Збройних сил України.

## Життєпис
Андрій Філик народився 14 червня 2003 року у селі Великий Кунинець, нині Вишнівецької громади Кременецького району Тернопільської области України.
Служив майстром ремонтної майстерні бронетанкового озброєння і техніки ремонтного взводу бронетанкової техніки ремонтної роти 145-го окремого ремонтно-відновлюваного полку.
Загинув 18 березня 2022 року внаслідок ракетного удару по військовій частині, де проходив службу (м. Миколаїв). Похований 3 квітня 2022 року у родинному селі.

## Нагороди
- орден «За мужність» III ступеня (6 липня 2022, посмертно) — за особисту мужність і самовіддані дії, виявлені у захисті державного суверенітету та територіальної цілісності України, вірність військовій присязі[1].